# Sven Thoms
Sven Thoms (* 1970 in Geldern) ist ein deutscher Biochemiker. Er ist Professor für Biochemie an der Medizinischen Fakultät der Universität Bielefeld. 2016 erhielt den Eva Luise Köhler Forschungspreis für Seltene Erkrankungen. In den Jahren 2020 bis 2021 war er der erste Forschungsdekan der neu gegründeten Medizinischen Fakultät der Universität Bielefeld.

## Leben
Sven Thoms studierte Chemie und Biochemie an den Universitäten in Konstanz, Sussex/Brighton und Witten. Er fertigte seine Diplomarbeit am Zentrum für Molekulare Biologie Heidelberg (ZMBH) unter Anleitung von Stefan Jentsch an. Er promovierte am Friedrich-Miescher-Labor der Max-Planck-Gesellschaft in Tübingen. Nach seiner Promotion arbeitete er in der Abteilung für Systembiochemie an der Universität Bochum an Peroxisomen. Seit 2007 ist er wissenschaftlicher Mitarbeiter und Gruppenleiter an der Abteilung für Kinder- und Jugendmedizin der Universitätsmedizin Göttingen. An der Universität Göttingen habilitierte er sich 2013 im Fach Biochemie. Seit 2020 ist er Professor für Biochemie und Molekulare Medizin an der Medizinischen Fakultät der Universität Bielefeld.

## Forschung
Thoms’ Forschungsgebiete sind Peroxisomen, Translationaler Readthrough, Dysferlin und Seltene Erkrankungen, die durch defekte Zellorganellen verursacht werden. Thoms und Mitarbeiter entdeckten eine neue Isoform der Laktatdehydrogenase, die durch Translationalen Readthrough entsteht.